# Phuture
Phuture ist eine US-amerikanische Musikgruppe aus Chicago, die 1987 mit Acid Trax ein für die elektronische Tanzmusik wegweisendes Stück produzierte. Das Stück basiert hauptsächlich auf dem Klang der Roland TB-303 und gilt als eines der ersten Acid-House-Stücke.

## Geschichte
Die Gruppe wurde 1985 von DJ Pierre sowie Spanky und Herb J gegründet, um Platten zu produzieren, die DJ Pierre dann in seine DJ-Sets in den Clubs Chicagos einbaute. Herb J verließ die Musikgruppe bereits bei der Nachfolge-Single We are Phuture und wurde durch DJ Roy Davis, Jr. ersetzt. DJ Pierre wurde einige Veröffentlichungen später durch Professor Trax ersetzt.
Die Gruppe brachte 1992 Inside Out heraus und machte dann eine vierjährige Pause, um sich 1996 unter dem Namen Phuture 303 neu zu formieren. Ein Jahr später kam das Album Alpha & Omega (mit DJ Skull) heraus.

## Diskographie

### Alben
- Alpha & Omega (1997)
- Survival's Our Mission (2001)

### Singles und EPs
- Acid Trax (1987)
- The Creator (1988)
- We Are Phuture (1988)
- Do You Wanna Get Funky (1989)
- Rise From Your Grave (1992)
- Inside Out (1993)
- Mental Breakdown (1994)
- Spirit (1994)
- Acid Tracks / String Free (Phuture/Phortune) (1994)
- Times Fade (Phuture The Next Generation) (1996)
- Alpha & Omega (1996)
- Acid Soul (1997)
- Jack 2 Jack (Robert Owens/Phuture) (1998)
- Hardfloor Will Survive (Hardfloor vs. Phuture 303) (1998)
- Phreedom! (1997)
- Thunder Part One (2000)
- Thunder Part Two (2000)
- Soulgers Of Tekkno (2000)
- Washing Machine / Got The Bug (Mr. Fingers/Phuture) (2002)

### Remixe
- Roy Davis Jr.: Heart Attack (Phutures Mix) (1994)
- DJ Pierre: Matrix Chamber (Phuture 303 Deep Underground Mix) (1999)
- Zzino vs. Filterheadz: No Weapons (Phuture 303 Remix) (2002)